# Karl von Lebbin
Friedrich Karl Franz von Lebbin (* 25. Oktober 1794 in Halberstadt; † 16. Juli 1855 in Berlin-Pankow) war ein preußischer Generalmajor und Kommandeur der 4. Kavallerie-Brigade.

## Leben

### Herkunft
Karl war der Sohn des preußischen Oberstleutnants Johann Friedrich Bernhard von Lebbin († 1837) und dessen Ehefrau Anna Maria Antonie, geborene von Branconi (1764–1835), eine Schwester des Landrates Anton von Branconi.

### Leben
Lebbin besuchte das Berliner Kadettenhaus und trat am 9. Mai 1812 als Portepeefähnrich in die Normal-Dragoner-Eskadron der Preußischen Armee ein. Am 22. Februar 1813 wurde er als Sekondeleutnant in das leichte Garde-Kavallerie-Regiment versetzt. Während der Befreiungskriege nahm er an den Schlachten bei Bautzen und Leipzig sowie in den Gefechten bei Haynau teil. Für Ebersdorf erhielt Lebbin das Eiserne Kreuz II. Klasse und den  Sankt-Stanislaus-Orden II. Klasse.
Nach dem Krieg wurde er am 21. Februar 1815 in das Garde-Dragoner-Regiment und avancierte bis Mitte Oktober 1819 zum Rittmeister und Eskadronchef. Lebbin wurde am 26. Mai 1823 dem 3. Dragoner-Regiment aggregiert. Am 30. März 1836 kam er als Major in die Adjutantur und wurde Adjutant des Generalkommandos des I. Armee-Korps. Er verblieb dort bis zum 8. Juli 1843, als Lebbin in das 5. Dragoner-Regiment kommandiert und am 30. März 1844 mit der Führung des 11. Husaren-Regiment beauftragt wurde. Kurz darauf zum Regimentskommandeur ernannt, stieg er bis Mai 1848 zum Oberst und erhielt Ende Juli 1849 den Roten Adlerorden III. Klasse mit Schwertern. Am 18. April 1850 wurde Lebbin Kommandeur der 4. Kavallerie-Brigade sowie am 20. Mai 1850 dem 11. Husaren-Regiment aggregiert. Am 23. März 1852 erhielt er seine Beförderung zum Generalmajor und am 14. September 1852 den Roten Adlerorden  II. Klasse mit Schwertern am Ring.
Lebbin nahm am 11. April 1854 seinen Abschied mit Pension und starb am 16. Juli 1855 in Berlin-Pankow. Seine Beisetzung fand in Craatzen, Kreis Soldin statt. Seine Schwester Amalie Caroline (1801–1876) war dort mit Rittmeister Gustav Adolf Lucas von Cranach (1790–1861) und Bruder des Generals Julius von Cranach verheiratet.

### Familie
Lebbin heiratete am 1. Juni 1828 in Stargard in Pommern Susanne Witzmann (1807–1872), eine Tochter des Stettiner Kaufmanns Karl Ludwig Witzmann. Das Paar hatte wenigstens eine Tochter:
- Marie (* 16. November 1830b[2] † 14. Juli 1857) ⚭ 1860 Graf Günther von Stolberg (* 19. Juni 1816; † 25. Oktober 1888)[3]